# Campionati mondiali di sci alpinismo 2008
I Campionati mondiali di sci alpinismo 2008 sono stati la 4ª edizione della competizione continentale di sci alpinismo. Si sono svolti dal 24 febbraio al 1º marzo 2008 a Champéry, in Svizzera. 

## Podi

### Maschili
| Evento         | Oro                                                             | Argento                                                                  | Bronzo                                                                                           |
| Individuale    | Florent Perrier                                                 | Florent Troillet                                                         | Dennis Brunod                                                                                    |
| Vertical       | Florent Perrier                                                 | Dennis Brunod                                                            | Grégory Gachet                                                                                   |
| Gara a squadre | Florent Perrier Alexandre Pellicier                             | Hansjörg Lunger Guido Giacomelli                                         | Dennis Brunod Manfred Reichegger                                                                 |
| Staffetta      | Italia Dennis Brunod Denis Trento Manfred Reichegger Martin Riz | Svizzera Florent Troillet Martin Anthamatten Pierre Bruchez Didier Moret | Spagna Javier Martín de Villa Manuel Pérez Brunicardi Marc Solá Pastoret Kílian Jornet i Burgada |
| Combinata      | Florent Perrier                                                 | Dennis Brunod                                                            | Grégory Gachet                                                                                   |
| Lunga distanza | Guido Giacomelli                                                | Florent Perrier                                                          | Kílian Jornet i Burgada                                                                          |

### Femminili
| Evento         | Oro                                                                                  | Argento                                                                              | Bronzo                                                                      |
| Individuale    | Roberta Pedranzini                                                                   | Laëtitia Roux                                                                        | Francesca Martinelli                                                        |
| Vertical       | Roberta Pedranzini                                                                   | Francesca Martinelli                                                                 | Nathalie Etzensperger                                                       |
| Gara a squadre | Roberta Pedranzini Francesca Martinelli                                              | Nathalie Etzensperger Séverine Pont-Combe                                            | Catherine Mabillard Gabrielle Magnenat                                      |
| Staffetta      | Svizzera Nathalie Etzensperger Gabrielle Magnenat Marie Troillet Séverine Pont-Combe | Italia Francesca Martinelli Elisa Fleischmann Roberta Pedranzini Gloriana Pellissier | Francia Valentine Fabre Véronique Lathuraz Corinne Favre Nathalie Bourillon |
| Combinata      | Roberta Pedranzini                                                                   | Francesca Martinelli                                                                 | Nathalie Etzensperger                                                       |
| Lunga distanza | Francesca Martinelli                                                                 | Gabrielle Magnenat                                                                   | Nathalie Etzensperger                                                       |

## Medagliere
| Posiz. | Nazione  | Oro | Argento | Bronzo | Totale |
| ------ | -------- | --- | ------- | ------ | ------ |
| 1      | Italia   | 7   | 6       | 3      | 16     |
| 2      | Francia  | 4   | 2       | 3      | 9      |
| 3      | Svizzera | 1   | 4       | 4      | 9      |
| 4      | Spagna   | 0   | 0       | 2      | 2      |
| Totale | Totale   | 12  | 12      | 12     | 36     |